# Collabium simplex
Collabium simplex är en orkidéart som beskrevs av Heinrich Gustav Reichenbach. Collabium simplex ingår i släktet Collabium, och familjen orkidéer. Inga underarter finns listade i Catalogue of Life.